# 三里镇 (武宣县)
三里镇，是中华人民共和国广西壮族自治区来宾市武宣县下辖的一个乡镇级行政单位。

## 行政区划
三里镇下辖以下地区：
三里村、慕古村、旺村、台村、灵湖村、东泉村、长乐村、五星村、古立村、朋村、三江村、双龙村、五福村、上江村和下江村。